# Lepthyphantes bhudbari
Lepthyphantes bhudbari là một loài nhện trong họ Linyphiidae.
Loài này thuộc chi Lepthyphantes. Lepthyphantes bhudbari được Benoy Krishna Tikader miêu tả năm 1970.